# Woodside East
Woodside East – jednostka osadnicza w Stanach Zjednoczonych, w stanie Delaware, w hrabstwie Kent.